# Ida av Wettin
Ida av Wettin, eller Hidda, född cirka 1031/35, död efter 1061, var en hertiginna av Böhmen; gift med hertig Spytihnev II av Böhmen. 
Hon var dotter till markgreve Didrik II av Lägre Lusitanien (av Huset Wettin), och Mathilde av Meissen. Hon födde två överlevande barn under äktenskapet, en son, Swatobor, och en dotter vars namn är okänt. 
Efter makens död 1061 blev Ida och hennes barn förvisade från Böhmen. Hennes dotter gifte sig med en adelsman vid namn Wichmann, och hennes son Swatobor (Friedrich) blev patriark av Aquileia.